# 俄羅斯駐臺代表列表
本列表為俄羅斯聯邦駐中華民國（臺灣）歷任代表名錄。雙方無正式外交關係。

## 斷交後俄羅斯駐中華民國外交官
斷交後，直到1996年才有實質外交單位「莫斯科台北經濟文化協調委員會」代表。
- 崔福諾夫（俄语：Виктор Иванович Трифонов），1996年－2001年
- 韋哲康（Владислав Николаевич Верченко），2001年－2005年
- 古博夫（Сергей Николаевич Губарев），2005年－2009年
- 杜沃齊（Василий Николаевич Добровольский），2009年－2015年
- 紀柏梁（Дмитрий Алексеевич Полянский），2016年－2018年
- 白樂賢（Сергей Владимирович Петров），2018年－2021年
- 梅捷列夫（Юрий Анатольевич Метелев），2021年－現任

## 外部連結
- 莫斯科臺北經濟文化協調委員會駐台北代表處（Facebook、X (Twitter)）